# Ishikawa Toshiki
Ishikawa Toshiki (石川俊輝 (Thạch Xuyên Tuấn Huy)), sinh ngày 10 tháng 7 năm 1991 ở Saitama, Nhật Bản, là một cầu thủ bóng đá người Nhật Bản thi đấu cho Shonan Bellmare.

## Thống kê sự nghiệp câu lạc bộ
Cập nhật đến ngày 23 tháng 2 năm 2018.
| 2014 | Shonan Bellmare | J2 League | 10 | 0 | 3 | 0 | – | – | 13  | 0 |
| 2015 | Shonan Bellmare | J1 League | 15 | 0 | 0 | 0 | 3 | 0 | 18  | 0 |
| 2016 | Shonan Bellmare | J1 League | 31 | 0 | 3 | 0 | 2 | 0 | 35  | 0 |
| 2017 | Shonan Bellmare | J2 League | 36 | 2 | 1 | 0 | – | – | 37  | 2 |
| Tổng | Tổng            | Tổng      | 92 | 2 | 7 | 0 | 5 | 0 | 104 | 2 |

## Thành tích
Shonan Bellmare
- J2 League (2): 2014, 2017